# Ilhas Desertas
Ilhas Desertas (pol. Wyspy Opuszczone) – grupa 4 niewielkich i niezamieszkanych wysp na Oceanie Atlantyckim: Deserta Grande, Ilha do Bugio, Ilhéu Chão i Prego do mar, o łącznej powierzchni 14,21 km², należących do Portugalii, zlokalizowanych 25 km na południowy wschód od wybrzeża Madery, administracyjnie należących do Regionu Autonomicznego Madery (gmina Santa Cruz).
W ich skład wchodzą:
| Mapa Ilhas Desertas | Nazwa wyspy (z północy na południe) | Powierzchnia [km²] | Wysokość [m] |
| Mapa Ilhas Desertas | Prego do mar                        | 0,0003             | 49           |
| Mapa Ilhas Desertas | Ilhéu Chão                          | 1                  | 98           |
| Mapa Ilhas Desertas | Deserta Grande                      | 10                 | 442          |
| Mapa Ilhas Desertas | Ilha do Bugio                       | 3                  | 348          |
| Mapa Ilhas Desertas | Ilhas Desertas                      | 14,21              | 442          |